# Боян Дановски
Боян Иванов Дановски е български режисьор, театрален педагог, театровед и драматург. Последовател на Станиславски, Мейерхолд, Райнхард, Пискатор, Брехт, пренесъл и внедрил в българския театър така наречената „Голяма театрална реформа“ на XX век. Дановски се занимава и с революционна дейност и е дългогодишен деец на Вътрешната македонска революционна организация. Негов син е режисьорът Владимир Дановски.

## Биография

### Ранни години
Роден е като Буко Данон в бедно еврейско семейство през 1899 година в Русе, но от 1907 година живее в София. През 1919 – 1921 г. следва инженерство и музика в Милано. При завръщането си в България, Дановски се сближава с литературните кръгове около Гео Милев, Людмил Стоянов, Николай Хрелков, Христо Ясенов и през 1921 г. става редовен сътрудник на списание „Везни“, където печата собствени творби и преводи от италиански. След закриването му сътрудничи на „Хиперион“.

### Революционна дейност
В началото на 20-те години на XX век е вербуван от Наум Томалевски и Георги Баждаров за каузата на ВМРО. Изпълнява секретна мисия в Тирана, Албания, където проучва съмнителното поведение на секретаря на Българската легация Лазар Поповски, подготвя освобождаването на македонски българи от корчанския затвор и прави опит да разговаря в качеството си на журналист с Ахмед Зогу. След това се прехвърля в Рим и получава висока оценка за дейността си от ръководителите на организацията като е назначен за резидент на ВМРО в Албания. Дейността му включва да приема и изпраща комити на територията на страната, да събира информация и да организира канали за доставка на оръжие и литература от Италия. Сръбските тайни служби обаче разкриват дейността му и след подадена протестна нота е екстрадиран обратно в Италия. Повторно се връща в Албания с фалшив паспорт и нова самоличност, но след убийството на генерал Александър Протогеров от 7 юли 1928 година прекратява контактите си с ВМРО на Иван Михайлов.

### Театрална дейност
Впоследствие Дановски окончателно се преориентира към театъра, като първите си постановки „Процесът на Мери Дюган“ – Баярд Вайлър и „Унижените и оскърбените“ – по Фьодор Достоевски, прави на сцената на Плевенския драматичен театър през 1928 година. Учи режисура в Германия, работи като асистент режисьор на Густав Хартунг в Дармщатския драматичен театър, чрез Златан Дудов се запознава с Бертолд Брехт и присъства на негови репетиции. Дудов го въвежда в света на съветското кино и променя възгледите му за изкуството в духа на социалистическата естетика. През 1932 г. се завръща в България. Заедно с Борис Михайлов създава и ръководи самодейните работнически театри „Трибуна“ и „Народна сцена“, където поставя „Балът на манекените“ – Бруно Ясенски и „Генерална репетиция“ – Кръстьо Мирски (Вл. Йорданов).
През 1934 година Боян Дановски прекарва 4 месеца в Москва, запознава се с режисьорската методология на Константин Станиславски, Всеволод Мейерхолд, Александър Таиров и други. След завръщането си работи в Русенския театър, дебютира през 1935 година на сцената на Народния театър със спектакъла „Кредитори“ по Оноре дьо Балзак, основава своя Театър „Студия“ в София (1936 – 37). Продължава да поставя спектакли в Народния театър, сътрудничи с театрални статии и критика на вестник „Литературен глас“, списанията „Български театър“, „Златорог“ и други, превежда пиеси, преподава актьорско майсторство и режисура в Държавното театрално училище (ДВТУ), сега НАТФИЗ „Кр. Сарафов“.

### Последни години
През периода 1946 – 1947 година е главен режисьор на Софийската народна опера. От 1947 до 1951 година е главен режисьор на Народния театър „Иван Вазов“. Между 1958 и 1965 година е директор и режисьор на Държавния сатиричен театър.
Умира в София на 9 март 1976 г.

## Постановки
- „Егор Буличов и другите“ от Максим Горки,
- „Училище за сплетни“ от Ричард Шеридан,
- „Адвокатът и момичето“ от Ф. Ласло,
- „Най-важното“ от Николай Евреинов,
- „Както ви харесва“ от Уилям Шекспир,
- „Кредитори“ от Оноре дьо Балзак,
- „Дървеница“ от Владимир Маяковски,
- „Удържимият възход на Артуро Хи“ от Бертолт Брехт,
- „Тревога“ от Орлин Василев,
- „Щастие“ от Орлин Василев,
- „Деветата вълна“ от Никола Вапцаров,
- „Млада гвардия“ по Александър Фадеев,
- „Ах тези привидения“ от Едуардо де Филипо,
- „Тайни“ от Боян Дановски и Петър Славински,
- „Музика от Шатровец“ от Константин Илиев.

Дело на Дановски е и режисурата на първия български цветен филм: „Точка първа“ от 1956 година.

## Педагогическа дейност
Освен като режисьор, Дановски се изявява и като театрален педагог: преподава в ВИТИЗ (днес НАТФИЗ „Кръстъо Сарафов“), където от 1951 година е професор, а през 1953 – 1954 година – ректор. Сред учениците му във ВИТИЗ са творци като актьорите Георги Попов и Павел Поппандов, актрисата и първа говорителка по БНТ Цветана Гълъбова, режисьорите Димитър Пунев, Рангел Вълчанов, Методи Андонов, Жарко Павлович, Станчо Станчев, Асен Траянов, Любомир Шарланджиев, Любен Морчев, Георги Въжаров, Владимир Найденов, Мария Малая, Мария Нанчева, Леда Тасева (актриса), Сава Георгиев (актьор), Петър Пейков (актьор), Юри Яковлев (актьор), Златина Дончева (актриса).

## Драматургични творби и театрална критика
- 1929 – „Драматически видения“ – сборник пиеси,
- 1938 – „Театър и зрители“,
- 1945 – „Театър“,
- 1960 – „Фейлетон в пет картини“ (в съавторство с Петър Славински),
- 1969 – „От двете страни на завесата“.

## Признание и награди
Боян Дановски е двукратен носител на Димитровска награда: през 1950 и 1962 година. Обявен е за народен артист през 1959 година. Отличен с орден „Георги Димитров“ през 1969 и 1970 година.
На негово име е кръстен Драматичният театър „Боян Дановски“ в Перник, както и улица (Карта) в София.